# Џудо клуб Црвена звезда
Џудо клуб Црвена звезда је џудо клуб из Београда. Клуб је део Спортског друштва Црвена звезда.

## Историја
Џудо секција Црвене звезде основана је 1955. и постојала је само две године.
Било је потребно више од 30 година (1989) да Спортско друштво Црвена звезда донесе одлуку о поновном оснивању Џудо клуба фузионисањем са Џудо клубом Рекорд. Под именом Црвена звезда-Рекорд клуб се такмичио до 1995. године када је поново престао са радом. Такмичари Црвене звезде-Рекорд од 1989. до 1995. године освојили су три екипне титуле шампиона, два Купа и тринаест титула појединачних државних првака (џудисти Рекорда су пре фузионисања са Црвеном звездом освојили пет титула екипног шампиона).
Скупштина СД Црвена звезда је трећи пут одлучила да реактивира Џудо клуб спајањем такмичара и руководства са Џудо клубом Палилулац, који до 1992. године није имао запаженијих резултата, али доласком Ивана Тодорова улази у Прву лигу и осваја титулу. Оформљена је и женска екипа, а у том периоду у клубу је радило пет тренера са завршеним Факултетом физичке културе, што је била најбоља гаранција да ће Звездини џудисти поново доносити медаље.
Најбољи такмичари у историји клуба су: Иван Тодоров, Мирослав Јочић, Синиша Лабус, Срђан Мрваљевић, Бојан Станишић, Дмитриј Герасименко и Немања Мајдов.
Директор Џудо клуба, Иван Тодоров, 2000. године постао је генерални директор Спортског друштва Црвена звезда.